# Minh-Khai Phan-Thi
 (octobre 2018).
Si vous disposez d'ouvrages ou d'articles de référence ou si vous connaissez des sites web de qualité traitant du thème abordé ici, merci de compléter l'article en donnant les références utiles à sa vérifiabilité et en les liant à la section « Notes et références ».
Minh-Khai Phan-Thi, née le 19 février 1974 à Darmstadt[réf. nécessaire], est une actrice, présentatrice de télévision, réalisatrice et scénariste allemande d'origine vietnamienne. Elle s'est d'abord fait connaître par son travail pour la station musicale VIVA, puis s'est distinguée en tant qu'actrice de personnage au cinéma et à la télévision.

## Carrière
Minh-Khai Phan-Thi, fille d'immigrants vietnamiens, s'installe à Munich avec sa famille à l'âge de dix ans, apprend les arts martiaux et devient rédactrice en chef du journal scolaire. Après avoir obtenu son diplôme d'études secondaires, elle a commencé sa carrière de présentatrice à Kabel eins (The Hugo Show, 1994) et s'est rapidement fait connaître auprès d'un public plus large sur la chaîne musicale VIVA avec les formats Interactive, Manhattan World Tour et Minh-Khai & Friends. Elle a quitté la station musicale en 1999.
Minh-Khai Phan-Thi a fait ses débuts d'actrice en 1995 dans l'épisode du Tatort de Munich Frau Bu lacht, en 1997 elle a joué dans le téléfilm Jagdsaison. Elle s'est fait connaître en 2000 par le rôle de la séduisante prostituée Kim-Lan dans Rette deine Haut et le rôle de la jeune postulante dans Die Novizin. Après Sonnenallee, on a pu la voir au cinéma, dans Planète des cannibales de Hans-Christoph Blumenberg. Sous la direction de Lars Becker, elle est depuis 2003 le premier détective germano-asiatique de la série policière ZDF Nachtschicht. Elle a également été vue plusieurs fois dans d'autres formats de crime à succès, y compris la série diffusée sur RTL Post Mortem, Polizeiruf 110 et la série Der Kriminalist
En janvier 2003, Minh-Khai Phan-Thi réalise le documentaire My Vietnam - Land and No War, une description de la situation actuelle de sa résidence secondaire. D'après son propre scénario, elle réalise aussi ici pour la première fois. Sur la base de son film documentaire, son livre Zu Hause sein - Mein Leben in Deutschland und Vietnam a été créé et publié en automne 2007.
En 2008, elle a été ambassadrice de l'Allemagne dans le cadre de l'Année européenne du dialogue interculturel. Il s'agissait d'une campagne de la Commission européenne visant à informer les citoyens des 28 pays de l'UE des avantages de la diversité et à les encourager à participer à des échanges interculturels. Depuis 2009, elle soutient l'organisation de développement ONE.
En 2011, Minh-Khai Phan-Thi a joué un rôle de premier plan dans la comédie de genre Men Tick, Women Other, qui a remporté le Prix Jupiter 2012. La même année, elle se tenait devant la caméra pour le film Und morgen Mittag bin ich tot (Et demain à midi, je serai morte), aux côtés de Bibiana Beglau. En 2013, elle a également fait partie du casting principal de la série RTL Christine aux côtés de Diana Amft. Hier, c'était parfait !
Depuis fin 2012, elle est présentatrice à Sport 1, où elle anime le programme Bundesliga - Der Spieltag.
De mars à juin 2015, Minh-Khai Phan-Thi a été candidate à l'émission Let's Dance pour la 8e saison, où elle a atteint la deuxième place.

## Vie privée
Minh-Khai Phan-Thi a un fils, issu d'une relation antérieure et est mariée à Ansgar Niggemann depuis avril 2017, qui dirige le département marketing et ventes du club de basket-ball Alba Berlin.

## Filmographie

### Cinéma
- 1999 : Quartered at Dawn de Norbert Keil
- 1999 : Sonnenallee de Leander Haußmann
- 2000 : Covered With Chocolate de Ansgar Ahlers
- 2001 : Planet of the Cannibals de Hans-Christoph Blumenberg : Emma Trost
- 2001 : Run While You Can de Lars Becker
- 2002 : Nachtschicht - Amok de Lars Becker : Mimi Hu
- 2005 : Nachtschicht - Der Ausbruch de Lars Becker : Mimi Hu
- 2005 : Nachtschicht - Tod im Supermarkt de Lars Becker : Mimi Hu
- 2009 : Nachtschicht: Wir sind die Polizei! de Lars Becker : Mimi Hu
- 2009 : Nachtschicht - Blutige Stadt de Lars Becker : Mimi Hu
- 2011 : Männer ticken, Frauen anders de Rolf Silber : Nguyen Xuan Lan
- 2011 : Nachtschicht: Reise in den Tod de Lars Becker : Mimi Hu
- 2012 : Nachtschicht: Geld regiert die Welt de Lars Becker : Mimi Hu
- 2012 : Mein verrücktes Jahr in Bangkok de Sigi Rothemund
- 2013 : J'irai mourir demain de Frederik Steiner : Frau Wu
- 2014 : Die Dienstagsfrauen – Sieben Tage ohne de Olaf Kreinsen
- 2017 : Trio de Eva Dahr : Lady Zhen

### Séries télévisées
- 2007-2008 : Post mortem : Dr Yvonne Janus

## Livres
- 2007 : Zu Hause sein - Mein Leben in Deutschland und Vietnam. Diana-Verlag, München 2007

## Animation
- 1994–1996 : Die Hugo-Show
- 2004–2006 : Foyer
- 2004 : Movimentos Gala